# آودن‌بوس
اودنبوس (به هلندی: Oudenbosch) یک منطقهٔ مسکونی در هلند است که در هالدربرخه واقع شده‌است. اودنبوس ۲۲٫۴۳ کیلومتر مربع مساحت و ۱۲٬۸۱۰ نفر جمعیت دارد.
بخشی از معروفیت اودنبوس به دلیل کلیسای جامع آن است که کوچک شده کلیسای سن پیترو روم است و نمای آن مشابه نمای بازیلیکای سنت جان لاتران است.

## تاریخچه
در سال ۱۲۷۵، آرنود ون لوون و همسرش الیزابت، لرد و بانوی بردا، بائرلبوش که نام قبلی این ناحیه بوده و دویست هکتار زمین باتلاقی اطرافش را به صومعه سینت برناردوس در همیکسم اهدا کردند. راهبان این منطقه را کشت کردند و در حدود سال ۱۳۰۰ میلادی کانالی حفر کردند که بندر کنونی اودنبوس می‌باشد. با ایجاد این بندر و دسترسی آسان آن، محصولات کشاورزی و همچنین ذغال سنگ بدست آمده از زمینهای جنوبی از طریق آب و توسط کشتیها به راحتی به بندر دوردرخت انتقال داده می‌شد. این بندر و اتصال آبی باعث رشد اقتصادی سریع اودنبوس شد و آن را به یک دهکده کامل تبدیل کرد. همچنین این دسترسی آبی باعث شد تا مسافران آبی زیادی اودنبوس را محل توقف خود در مسیر به آنتورپ و برخن اپ زوم کنند که خود باعث توسعه تجاری این دهکده گشت.
در سال‌های ۱۶۰۴–۱۶۰۵ میلادی، بخش بزرگی از جمعیت اودنبوس به دلیل طاعون از بین رفت. سال ۱۶۲۵ دومین اپیدمی طاعون را به دنبال داشت.
در ۳ مارس ۱۶۴۹، کاتولیک‌ها مجبور شدند کلیسای خود را به پروتستان‌ها واگذار کنند. و به آنها در سال ۱۶۸۴ مجوز ساخت یک کلیسا-انبار را دادند. کلیسای اصلی در ۵ ژوئیه ۱۷۹۹ توسط اشغالگران فرانسوی به کاتولیک‌ها برگشت داده شد.
در حدود سال ۱۸۲۵ اقتصاد محلی مجدداً شروع به رشد سریع کرد. اودنبوس مرز بین خاک ماسه ای و خاک رس دریایی است و همین موضوع خاک آنرا بسیار مساعد برای کشت و پرورش نهال کرده‌است. با گسترش شرکتهای کشاورزی در اطراف اودنبوس، اقتصاد این دهکده رونق فراوانی گرفت.
همزمان با اوج رونق اقتصادی، احیای معنوی دهکده نیز صورت گرفت و در سال ۱۸۶۵ ساخت کلیسای بزرگی آغاز گشت. این کلیسا از درون مقیاس کوچک شده کلیسای سن پیترو روم (واتیکان) و از بیرون نمای بازیلیکای سنت جان لاتران است. ساخت این کلیسا ۱۶ سال به طول انجامید و سرانجام در سال ۱۸۹۲ پایان یافت.
به دلیل ارزش معنوی بالا برای کاتولیکها و همچنین دسترسی ایده‌آل آن، در سال ۱۸۶۱ آودنبوس محل گردهمایی گارد پاپ زواووس شد و پس از دوره آموزشی خود از ایستگاه آودنبوس با قطار به محل مورد نظر خود انتقال یافتند. بنای یادبودی بدین منظور در نزدیکی کلیسای اودنبوس ساخته شده‌است. و همچنین دو محله برجسته این دهکده، Albano و Velletri نام خود را از اردوگاه‌های گارد پاپ در نزدیکی رم برگرفته اند.
در زمان جنگ جهانی دوم، آودنبوس از تخریب و خسارات جنگ در امان ماند و در ۳۰ اکتبر ۱۹۴۴ بدون خونریزی توسط لشکر تیمبرولف آمریکایی آزاد گشت.